# 파투 디우크
파투 니안 디우크(프랑스어: Fatou Niane Diouck, 1985년 6월 19일 ~ )는 세네갈의 배구 선수로 포지션은 라이트이다. 현재 대한민국 V-리그 경북 김천 하이패스에서 뛰고 있다. V-리그 여자부 최초의 아프리카 선수이기도 하다.

## 소속팀
- 2015-16  아제르레일 바쿠
- 2016-17  슈프팀 VC
- 2017-18  GS칼텍스 서울 KIXX
- 2018   슈프팀 VC
- 2018-2019  경북 김천 하이패스

## 클럽 경력
2017년 V-리그 외국인 선수 드래프트 2픽으로 선출되어 GS칼텍스 서울 KIXX에 입단했으며, 등록명은 "듀크"를 사용했다. 2018년 11월 부진으로 인해 계약 해지된 이바나 네소비치의 대체 용병으로서 경북 김천 하이패스로 이적하였다. 이 떼 등록명을 파튜로 변경하였는데, 이유는 본인이 새로운 마음으로 출발하고 싶다는 의견이었다고 한다. 11월 16일 저녁 한국에 입국하였으며, 바로 다음날 IBK기업은행과의 원정 경기에 선발 선수로 출장하였다. 이 경기에서 22득점을 기록하였으나, 팀은 풀세트 접전 끝에 패배하였다.

## 국가대표팀 경력
2009년 7월에 2009년 세계 선수권 대회 아프리카 지역 예선을 통해 세네갈 국가대표로 데뷔했으며, 2번의 올아프리카 게임(2011, 2015), 2번의 아프리카 선수권 대회(2015, 2017)에 참가했다.

## 개인 기록
| 소속팀             | 시즌    | 리그   | 출장 | 출장 | 득점 | 공격 | 서브 | 블로킹 |
| 소속팀             | 시즌    | 리그   | 경기 | 세트 | 득점 | 공격 | 서브 | 블로킹 |
| ------------------ | ------- | ------ | ---- | ---- | ---- | ---- | ---- | ------ |
| GS칼텍스 서울 KIXX | 2017-18 | V-리그 | 30   | 117  | 811  | 759  | 11   | 41     |

## 수상

### 개인
- V-리그 올스타전 2018 세레머니상
- V-리그 2017-18 6라운드 MVP